# Бирюков, Александр Михайлович
Алекса́ндр Миха́йлович Бирюко́в (19 октября 1938, г. Магадан, Магаданской области, СССР — 2 октября 2005, г. Магадан, Магаданская область, похоронен в Москве) — русский журналист, писатель, исследователь, автор книг рассказов, повестей, пьес и сценариев, романов, очерков, редактор, ведущий телепрограмм. Один из первых на Колыме начал изучать жизнь репрессированных и их творчество.

## Биография
Родился в семье вольнонаемных работников Дальстроя, приехавших в Магадан по договору весной 1937 г. Отец — Бирюков Михаил Антонович — первый начальник крупнейшего в регионе судоремонтного завода № 2 посёлка Марчекан, мать — бухгалтер. Отец был арестован в мае 1938 года по обвинению в участии и руководстве контрреволюционной повстанческой организацией, во главе которой якобы стоял Э. П. Берзин. Летом 1939 года мать с двумя детьми (брат Герман родился в Магадане в сентябре 1937 года) вернулась в Москву.
В Москве Александр в 1955 году окончил среднюю школу, в 1960 году — юридический факультет МГУ. Стремясь разобраться в причинах ареста отца, А. М. Бирюков, молодой юрист, выбирает Магадан в качестве места своей будущей работы. Осенью того же года стал работать следователем-стажером Магаданской областной прокуратуры. В январе 1961 года получил разрешение на перевод в редакцию молодежной газеты «Магаданский комсомолец».
В августе 1963 года в связи с поступлением жены в аспирантуру вернулся в Москву, работал литературным сотрудником в газете «Труд», учился на сценарном отделении Высших курсов режиссеров и сценаристов Госкино СССР. В 1967 году защитил дипломную работу («Длинные дни в середине лета»), заключил договор с «Мосфильмом» (режиссер Ролан Быков), однако фильм поставлен не был (сценарий был опубликован лишь через 15 лет).
В том же году вернулся в Магадан и продолжил работу в «Магаданском комсомольце», в 1968 году стал редактором этой газеты. В 1971 году перешел на должность собкора агентства печати «Новости» по Северо-Востоку РСФСР. В 1975 году назначен главным редактором Магаданского книжного издательства, где и проработал до 1982 года.
С 1968 года — член Союза журналистов, с 1977 года — член Союза писателей СССР, из которого вышел в начале 1990-х годов, будучи убежденным в его несостоятельности в новых условиях. Член ВЛКСМ с 1956 года, член КПСС с 1965 по 1991 год. Награжден медалями «За доблестный труд» (1970), «За трудовую доблесть» (1977).
В конце 80-х годов стал председателем оргкомитета общества «Мемориал» в Магадане. Тогда же начал работать в магаданских архивах. С 1982 по 1986 год руководил литературным объединением при редакции газеты «Магаданский комсомолец». С 1986 по 1991 год работал завлитоделом в Магаданском областном музыкально-драматическом театре имени М. Горького. С 1991 по 1992 год возглавлял частное издательство «ГОБИ». В 1992—1993 годах был литературным редактором ООО «Курсив». С 1993 по 1997 год работал комментатором при ГТРК «Магадан», вёл ряд телепрограмм. С 1997 по 1998 год — главный редактор Магаданского книжного издательства.
Умер в г. Магадане 2 октября 2005 года.
В 2008 году за многолетний добросовестный труд на благо города Магадана, значительный вклад в развитие литературы, научно-исследовательскую деятельность, связанные с историей Колымы А. М. Бирюков награждён посмертно знаком отличия «За заслуги перед городом Магаданом».

## Личная жизнь
Жена — Людмила Павловна Бирюкова — в Магадане была и. о. ректора Северо-Восточного государственного университета, проректор по научной работе, впоследствии уехала в Москву.

## Творчество
Печатался в местных, региональных, центральных и зарубежных изданиях: в альманахе «На Севере Дальнем», еженедельнике «Литературная Россия», журналах «Дальний Восток», «Смена», «Мир Севера», «Сибирские огни», «Полярная звезда» и др., а также на страницах зарубежных периодических изданий.
Первый сборник повестей и рассказов «Снимем необитаемый остров» вышел в Магаданском книжном издательстве в 1973 году.
В 1970—1980-е годы выпустил ещё три сборника повестей и рассказов. В 1989 году написал пьесу «Дрейф в районе Магадана», вторая пьеса создана в соавторстве с В. Терентьевым по мотивам повести Зинаиды Лихачевой «Деталь монумента». В 1990-е напечатал роман «Свобода в широких пределах, или Современная амазонка» и повесть «Неизвестный вам Антон».
Результатом 18-летних поисков следов жизни и деятельности репрессированных литераторов, оказавшихся в лагерях, тюрьмах и ссылке на Колыме и Чукотке в 1930-х — начале 1950-х годов, стало издание серии «Особый остров» из 10 книг. Инициатором, руководителем и редактором-составителем большей части книг стал А. Бирюков, причём некоторые выпуски им изданы за собственный счёт. Серия выходила в 1990—2000-е годы. Среди последних книг серии: сборник «Дело о литературном салоне» (2002), за подготовку которого писатель был признан лауреатом премии еженедельника «Литературная Россия» за 2003 г., две его авторские книги «Колымские истории» (2003) и «Жизнь на краю судьбы» (2005), поэтический сборник Варлама Шаламова «Колымские тетради» (2004). Кропотливо работая, Бирюков восстанавливал обстоятельства ареста, допросов, пребывания в лагерях, тюрьмах и ссылке, а также жизнь людей после возвращения, из неволи и реабилитации, полузабытые и неизвестные произведения, часть которых ему удалось переиздать.
С помощью А. М. Бирюкова был составлен раздел «Творчество репрессированных литераторов» в библиографическом указателе «Магадан» (1990), он же написал вступительную статью к этому разделу — по сути дела, первую публикацию на эту тему. Автор обширной вступительной статьи к книге-мартирологу «За нами придут корабли…» (1999), посвященной расстрелянным на территории Магаданской области в годы политических репрессий, многочисленных публикаций в прессе, выступлений на радио и телевидении.
Уже после смерти писателя была напечатана книга «Три негодяя в одном сюжете» (2005), в которую вошли ранее написанные три повести: «Сладкая отрава, легкая болезнь», «Жизнь по горизонтали, или Воспитание целостного человека (Стенограмма одной командировки)», «Три негодяя в одном сюжете». Ещё позднее в альманахе «На Севере Дальнем» опубликованы произведения из его архива.